# 笑福亭松喬の笑えば大吉
笑福亭松喬の笑えば大吉（しょうふくていしょきょうのわらえばだいきち）は、ラジオ大阪が2024年4月2日から毎週火曜日の14:00 - 16:55（JST）に放送している生ワイド番組。同局が2024年の4月改編から平日の14 - 16時台に設定している「『おとなたちに、エールを。』」ゾーンの火曜枠に編成されていて、SNSのハッシュタグなどでは「わらだい」という略称も用いられている。
編成上は「笑福亭松喬 (7代目) の冠番組」と扱われているが、本人の休演などによって別の人物（同門の落語家など）がパーソナリティを務める場合には、その人物の氏名・芸名・高座名（○○）をタイトルに入れた『○○の笑えば大吉』として放送している。

## 概要
ラジオ大阪では2019年9月30日（月曜日）から、『Hit&Hit!』という生ワイド番組を平日の14 - 16時台に編成。金曜日の放送では、2021年10月29日から、松喬を「パーソナリティ」・小川恵理子（松喬と共に松竹芸能へ所属しているタレント）を「パートナー」（当初の名称は「アシスタント」）としてレギュラーで起用していた。
もっとも、『Hit&Hit!』は2024年3月29日（金曜日）をもって全曜日の放送を終了。そのうえで、当該時間帯におけるリスナーのメインターゲットを60歳以上の「おとなたち」、当該時間帯を日替わりの生ワイド番組で構成される「『おとなたちに、エールを。』ゾーン」に定めた。ちなみに、ゾーン名の「おとなたちに、エールを。」は、ラジオ大阪が2023年の開局65周年を機に設定した同名のステーションコンセプトに由来している。
当番組の開始に際しては、放送枠を「おとなたちに、エールを。」ゾーン内へ設けるとともに、『Hit&Hit!』の金曜日から松喬・小川とも続投。放送の曜日は異なるものの、『Hit&Hit!』の終了時点で金曜日に放送されていたコーナー・企画の大半を引き継いでいる。その一方で、ラジオ大阪では2019年の4月改編から休止していた「ラジオ大阪交通情報」（日本道路交通情報センター大阪事務所からの生中継による関西圏向けの道路交通情報）の定時放送を、当番組開始の前日（2024年4月1日）から日曜以外の曜日に一部の時間帯で再開。当番組を含む「おとなたちに、エールを。」ゾーン内の生ワイド番組でも、16時の時報明けに「ラジオ大阪交通情報」の放送枠を設けている。

## 放送時間
- 毎週火曜日 14:00 - 16:55

## パーソナリティ
- 笑福亭松喬（放送上のキャッチフレーズは「ちっちゃなことにこだわります　笑福亭松喬です」）
- 小川恵理子（放送上のキャッチフレーズは「あなたの心をマッサージ　モミモミ恵理子です」）
  - 当番組のPRを目的に制作されたスポットCMの音源には、「小川が当番組の特徴をわざわざ『RR』（リラックスラジオ）と表現したところを松喬に突っ込まれる」というやり取りが収められている。

### 備考
- 『Hit&Hit!』の最終パーソナリティ陣で、同番組の放送枠を引き継いだ「おとなたちに、エールを。」ゾーン内の生ワイド番組にもレギュラーで出演（事実上続投）するのは松喬・小川コンビだけである。当番組のオープニングで挨拶代わりに披露される上記のキャッチフレーズも、2人が共演していた『Hit&Hit!』金曜分でのフレーズを踏襲。
- 小川は、2019年4月2日から担当している『hanashikaの時間。』（ラジオ大阪が平日の18・19時台に編成している生ワイド番組）火曜分のパートナーを、当番組の開始後も継続。当番組の本番を終えてから、およそ1時間のインターバルをはさんで『hanashikaの時間。』へ臨むことになった。
- 初回の放送日であった2024年4月2日には、松喬が落語家として大須演芸場（名古屋市）で高座に臨むことがあらかじめ決まっていたため、松喬の一番弟子である笑福亭喬若が当番組のパーソナリティを代行。初回にもかかわらず、放送やジングルで使用する番組タイトルを『笑福亭喬若の笑えば大吉』（しょうふくていきょうじゃくのわらえばだいきち）に差し替えていた。もっとも、松喬は前日から名古屋市内のホテルに宿泊していたため、当日のオープニングにはホテルの客室から電話で出演。さらに、翌週（4月9日放送分）からラジオ大阪のスタジオへ登場したことに伴って、本人が本来の番組タイトルを入れていたジングルの使用を始めている。
- 小川は『Hit&Hit!』へ出演中の2023年夏に、同番組を休演したうえで乳がんの手術を受けていた。その際に切除した右の乳房を再建する手術を2024年5月21日（火曜日）に受けることが決まったため、同日と翌週（28日）の当番組では、松竹芸能での同僚で『hanashikaの時間。』月曜パートナーの松本美香を小川の代役に立てた[2]。なお、小川は手術と療養を経て、同年6月4日から当番組への出演を再開している。

## タイムテーブル
生放送番組につき、時刻は目安。「　」内は番組表などで用いられているコーナータイトル。以下に記す「松喬」と「小川」は、特記しない限り、パーソナリティとパートナーの代演者を含めている。

☆：『Hit&Hit!』の金曜分（松喬・小川コンビで進行していた時期の放送）から（放送曜日の変更に伴う改題を含めて）事実上継続

★：「おとなたちに、エール。」ゾーン内番組の共通コーナー

14時台

- 14:00　 オープニング
- 14:15　 「ちっちゃなことが気になります」☆
  - 放送日までの1週間に報じられたニュースから、松喬が個人的に気になった「ちっちゃなこと」（日常生活に関連した話題）について、2項目の概要をコーナーの冒頭で小川に提示。そこから小川が自分の関心に沿って1つの項目を選んだ後に、選んだ項目に関する新聞記事を、松喬が経験談・私見・ぼやきを交えながら紹介する。
- 14:20　 「恵理子ソング」☆
  - 小川がとりわけ感銘を受けている楽曲から、1曲をフルコーラスで流す。
- 14:30　 「チューズデー笑（ショー）タイム」☆
  - 『Hit&Hit!』の金曜日（「フライデー笑タイム」というタイトルで編成されていた）時代から、リスナーから寄せられた「笑える話」を紹介する企画と、松喬の弟子筋に当たる落語家（直弟子だけでなく弟弟子や孫弟子も）が電話で「笑える話」を披露する企画を隔週で交互に放送。いずれの企画でも、小川が「笑える話」を「大笑い」「中笑い」「プチ笑い」の3段階で判定している。リスナーの「笑える話」を取り上げる場合には、「ちっちゃなことが気になります」と同様に、小川がコーナーの冒頭で選んだ話から紹介。
  - 「大笑い」と判定された話には番組特製のシール（大吉シール）を3枚、「中笑い」には2枚、「プチ笑い」には1枚をプレゼント。「フライデー笑タイム」では、新型コロナウイルス（COVID-19）が日本国内で流行していた時期から放送されていた関係で、同じ枚数のマスクが贈られていた。
- 14:50　「午後のニュース」☆★
- 14:53　「お天気情報」（天気予報）★
  - 以上のコーナーはいずれも、小川が単独で担当。
- 14:55　「好きやねん、大阪。　大阪ことば再発見」
  - かつては大阪を初めとする関西地方でよく使われていたにもかかわらず、現在では接する機会が古典落語などに限られている「大阪ことば」から、松喬が毎回1つのフレーズを使い方や背景と合わせて紹介。冒頭では、コーナーのタイトルと趣旨にちなんで、SUPER EIGHTが「関ジャニ∞」名義で発表していた『好きやねん、大阪。』からサビの音源を流している。
- 松喬は、牧村史陽の編纂による『大阪ことば事典』（講談社）から、毎週1つの「大阪ことば」を取り上げている。その一方で、放送週によっては、放送枠を15時台の後半にまで繰り下げることがある。
- 14:57　「松喬のイチ推しロック」☆
  - ロック系の洋楽を長年にわたって愛聴している松喬選りすぐりの楽曲を、15時の時報の直前まで流す。

15時台

- 15:00　「ちっちゃなことにこだわります」☆
  - 「ちっちゃなこと」（些細な出来事）にこだわる松喬が、世間にまかり通る「ちっちゃなこと」に物申す。
  - 当番組を開始してからは、当コーナーのテーマに関連した二者択一式のアンケートを、X（twitter）の番組公式アカウントで放送中に実施。当コーナーでは、アンケートの途中経過を発表するとともに、回答の際に寄せられたコメントから一部を紹介している。
- 15:15　「しばってしばって歌謡曲」☆
  - 松喬が提示するテーマや言葉に対して、リスナーから寄せられたリクエスト曲から一部を流す。ただし、この時間帯にゲストを招く日には、当コーナーを休止したうえで、リクエスト曲を翌週以降に改めて放送。
  - コーナータイトルの「しばって」は、リクエストを募集する楽曲のテーマを「しばる」（縛る＝絞り込む）ことに由来。『Hit&Hit!』の金曜日時代には、コーナーの枠内で応じ切れないほどのリクエストが寄せられた場合に、リクエスト曲の一部を翌週金曜日の別の時間帯で流すこともあった。
- 15:50　「喫茶 恋の履歴書」
  - リスナーから「恋バナ」（恋愛に関する思い出話）と、その思い出にまつわるリクエスト曲を募集。寄せられたメッセージから毎回1通を小川が紹介したうえで、最後にリクエスト曲を流す。投稿した「恋バナ」が紹介されたリスナーには、番組特製のステッカーをプレゼント。ただし、放送週によっては、メッセージの紹介だけにとどめることがある。
  - 喫茶店でコーヒーを飲んでいるような雰囲気で、コーヒーと菓子を小川と松喬が実際に飲食しながら進行。冒頭では、小川のタイトルコールに続いて『目覚め -DABADA-』（「ネスカフェ　ゴールドブレンド」のCMソング）を流している。
- 15:55　「めったにソング」☆
  - ラジオ番組では「めったに」聴かないような「ソング」（リクエスト曲）をリスナーから募集したうえで、毎回1曲を16時の時報の直前まで時間の許せる限り流す。ただし、放送の時間に余裕がない場合には、「めったにソング」以外でリスナーから寄せられたメッセージの紹介に充てている。

16時台

- 16:00　「ラジオ大阪交通情報」★
- 16:05　「恵理子Note」☆
  - 「恵理子」こと小川が、放送週に付けた日記から一節を紹介。紹介した内容を、松喬が星の数で評価する。松喬から付けられた星の総数が100個に達した時点でリスナーに特別なプレゼントを提供することを、『Hit&Hit!』の金曜日時代から告知しているため、コーナーの最後には星の総数を小川から発表。その一方で、小川に代わって松本美香がパートナーを務める日には、「美香日記」という松本の冠企画に差し替えている。
- 16:15　「私だけのメモリーズ」☆★
  - リスナーにとって思い出の楽曲を、エピソードと共に紹介する。投稿したエピソードが紹介されたリスナーには、番組特製のステッカーをプレゼント。恋愛にまつわるエピソードと楽曲については、当番組内での放送へ移行したことを機に、当コーナーではなく「喫茶　恋の履歴書」宛てにメッセージを送ることをリスナーに推奨している。
  - 編成上は『あなたにハッピー・メロディ』（ニッポン放送制作の番組で2018年3月まではラジオ大阪でも放送）の企画ネットに当たるため、同番組で放送されているCMを、自社で制作する本編の前後に挿入している。
- 16:25　「火曜日のモフモフ」☆
  - リスナーにとって自慢のペットにまつわるエピソードを、本人からの投稿を基に、「猫好き」を自認する小川が紹介するコーナー。『Hit&Hit!』の金曜日時代には、「金曜日のモフモフ」というタイトルで放送されていた。
  - 松喬と小川が自宅で個別に飼っている猫の近況も、このコーナーで随時紹介。「ペットを写した画像を、X（twitter）上の番組公式アカウントで公開して欲しい」というリスナーからのリクエストにも、可能な限り応じている。
- 16:32　「ダイヤル119」☆★
  - 火災・地震・救急・食品衛生に関する注意を、大阪市消防局の職員が生中継で呼び掛けるコーナー。ラジオ大阪で平日の16時台に編成されている生ワイド番組の中で、長年にわたって放送されている。
- 16:35　「恵理子のバスルームから愛をこめて　湯浴み相談コーナー」
  - 既婚者の小川が自宅で夫婦揃って入浴していることを、『Hit&Hit!』金曜分の放送で明かしていたことがきっかけで生まれたコーナーで、山下久美子の歌唱で知られるコーナータイトルと同名の楽曲をBGMに使用。リスナーから寄せられた何気ないボヤキや愚痴を、小川が一緒に入浴しているかのような雰囲気で優しく諭す。
- 16:50　エンディング（16:54まで放送）
  - 小川が当番組に続いて『hanashikaの時間。』へ出演する日には、当日の『hanashikaの時間。』における共演者の氏名・芸名を告知。オープニングから実施していた二者択一式アンケートの結果（選択肢ごとの回答者の総数と比率）も、この時間帯に発表している。